# Факультет фізики Варшавського університету
52°12′45″ пн. ш. 20°58′59″ сх. д. / 52.21250° пн. ш. 20.98306° сх. д.
Факультет фізики Варшавського університету (пол. Wydział Fizyki Uniwersytetu Warszawskiego) — факультет Варшавського університету, який проводить дослідження та освіту у галузі фізики,астрономії, біофізики та медичної фізики,наноінженерії (спільно з хімічним факультетом), енергетики та ядерної хімії (спільно з хімічним факультетом), геофізика (спільно з геологічним факультетом).
У 2013 році факультету було надано статус Історичного місця Європейського фізичного товариства — це звання присвоюється місцям, особливо важливим для розвитку європейської фізики.

## Структура
До складу факультету входять такі підрозділи:
- Інститут експериментальної фізики
  - Відділ біофізики
  - Відділ частинок і фундаментальних взаємодій
  - Відділ біомедичної фізики
  - Відділ фізики твердого тіла
  - Відділ ядерної фізики
  - Відділ оптики
  - Відділ структури конденсованих систем
- Інститут теоретичної фізики
  - Кафедра фізики конденсованих систем
  - Кафедра моделювання складних систем
  - Кафедра квантової оптики та атомної фізики
  - Кафедра теорії частинок та елементарних взаємодій
  - Кафедра теорії сильних та електрослабких взаємодій
  - Кафедра теорії відносності та гравітації
  - Лабораторія комп'ютерної фізики
- Інститут геофізики
  - Відділ фізики атмосфери
  - Відділ фізики літосфери
  - Відділ інформаційної оптики
- Астрономічна обсерваторія
  - Відділ позагалактичної астрономії
  - Відділ теоретичної астрофізики
  - Кафедра спостережної астрофізики
  - Інструментально-дидактична лабораторія в Островику
- Кафедра математичних методів фізики

## Історія
Фізика та астрономія викладались у Варшавському університеті з моменту його створення в 1816 році. Протягом цього часу вони входили у склад різних структурних підрозділів: до 1926 р. — філософський факультет, до 1949 р. — математично-природничий факультет, на наступні три роки — факультет математики, фізики та хімії, протягом наступних 16 років — математико-фізичний факультет. У 1969 році було створено самостійний фізичний факультет.
З 1921 року кафедра експериментальної фізики, а згодом і створені на її основі підрозділи, розташовувалася в будівлі на вулиці Хожа 69. У 2014 році основна частина факультету переїхала до кампусу Охота.

## Визначні співробітники
Співробітники Варшавського університету — та його попередників, пов'язаних з фізикою та астрономією — отримали багато найвищих польських нагород в цих галузях. Вісім разів співробітники факультету здобували Нагороду Фундації польської науки («Польський Нобель») — спочатку в галузі точних наук (1992—2010), а потім у галузі математичних, фізичних і технічних наук (з 2011):
- 1993: Станіслав Воронович[pl],
- 2002: Анджей Удальський,
- 2003: Марек Пфуцнер[pl],
- 2006: Томаш Дітль[pl],
- 2014: Іво Бялиніцький-Біруля[pl],
- 2017: Анджей Траутман[pl],
- 2018: Кшиштоф Пачуцький[pl],
- 2020: Кшиштоф Горський[pl].

Співробітники фізичного факультету також неодноразово отримували медаль Мар'яна Смолуховського — найвищу відзнаку Польського фізичного товариства:
- 1965: Войцех Рубінович,
- 1969: Єжи Пневський[pl] i Маріан Даниш[pl],
- 1972: Леонард Сосновський[pl],
- 1976: Аркадіуш Пєкара[pl],
- 1986: Анджей Траутман[pl],
- 1987: Войцех Круліковський,
- 1989: Здзіслав Шиманський,
- 1999: Анджей Врублевський,
- 2002: Давід Шугар[pl],
- 2003–2004: Стефан Покорський[pl],
- 2005: Ян Жиліч[pl],
- 2010: Томаш Дітль[pl],
- 2021: Іво Бялиніцький-Біруля[pl].

Троє працівників факультету — Анджей Траутман, Томаш Дітль та Іво Бялиніцький-Біруля — отримали обидві вищезазначені нагороди.
Співробітники факультету, а саме кафедри математичних методів фізики, також отримали найвищі польські математичні нагороди:
- 1960: Головна премія Польського математичного товариства імені Стефана Банаха (Кшиштоф Маурін[pl]),
- 2009: Медаль імені Стефана Банаха від Президії Польської академії наук (Станіслав Воронович[pl]).

Співробітники факультету також були президентами Польського фізичного товариства:
- Стефан Пєнковський[pl] (1923–1930, 1938, 1947–1949),
- Чеслав Бялобжеський (1934–1938),
- Войцех Рубінович (1949–1952, 1961–1974)
- Анджей Солтан[pl] (1952–1955),
- Леопольд Інфельд (1955–1957),
- Здзіслав Вільхельмі[pl] (1974–1981),
- Тадеуш Скалінський[pl] (1981–1987),
- Януш Закжевський[pl] (1987–1991),
- Стефан Покорський[pl] (1991–1993),
- Катажина Халасінська-Мацуков[pl] (2014–2017).

Принаймні троє вчених, пов'язаних з факультетом, були президентами Польського астрономічного товариства:
- Влодзімєж Зонн (1952—1956 та 1963—1975),
- Стефан Піотровський (1956—1959),
- Божена Черна (2011—2013).

П'ятеро співробітників факультету стали ректорами Варшавського університету:
- Юзеф Скродзькі[pl] (1831),
- Стефан Пєньковський[pl] (1925—1926, 1933—1936, 1945—1947),
- Гжегож Бялковський[pl] (1985—1989),
- Анджей Врублевський (1989—1993),
- Катажина Халасінська-Мацуков[pl] (2005—2012).

Факультет фізики також зіграв роль у розвитку інформатики та Інтернету в Польщі. Перший електронний лист у Польщі було надіслано з факультету фізики 17 серпня 1991 року. Перший польський веб-сервер запрацював у 1993 році на фізичному факультеті (копію сайту можна побачити тут).

## Галерея

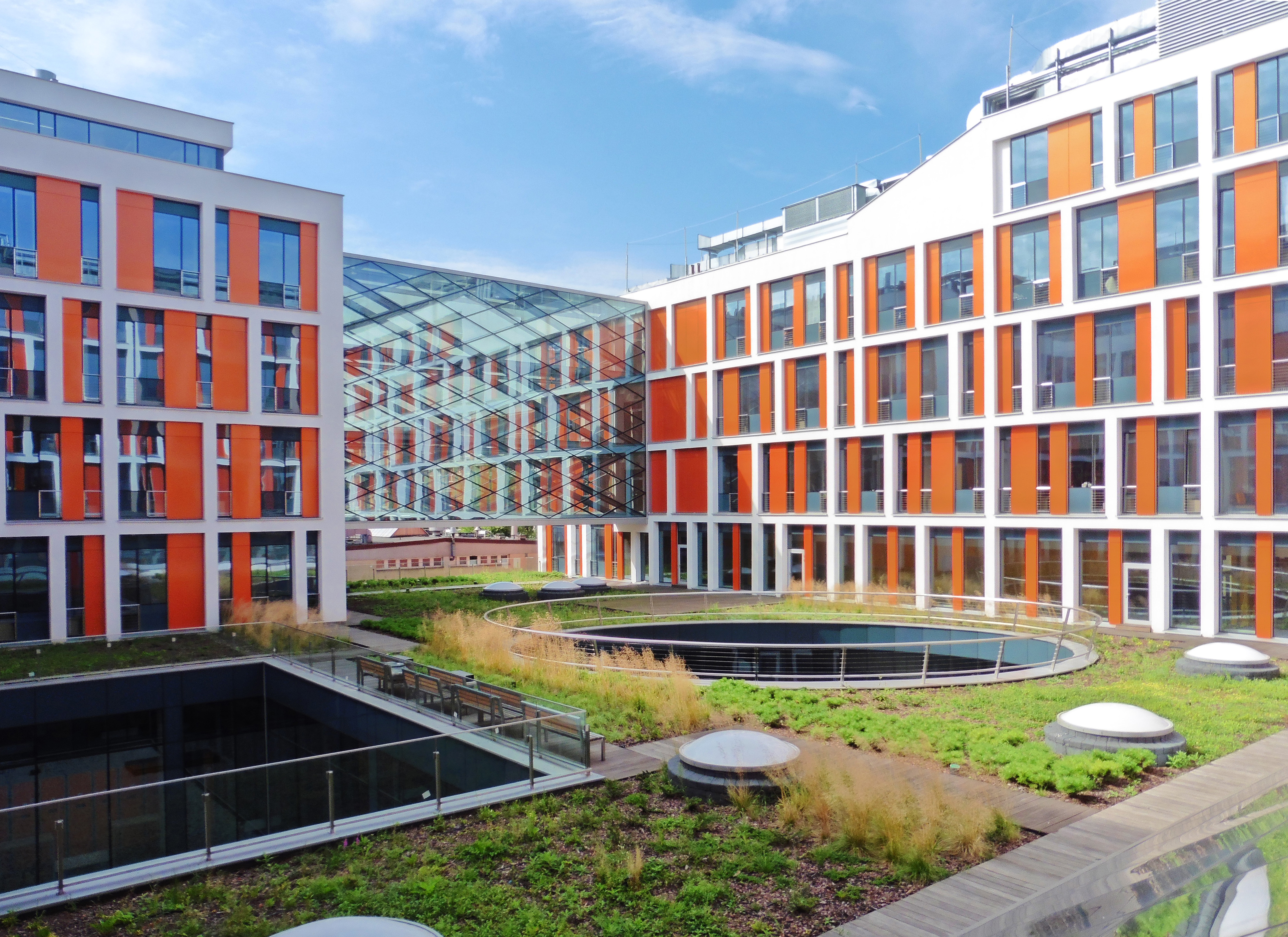
Корпус факультету, внутрішній двір
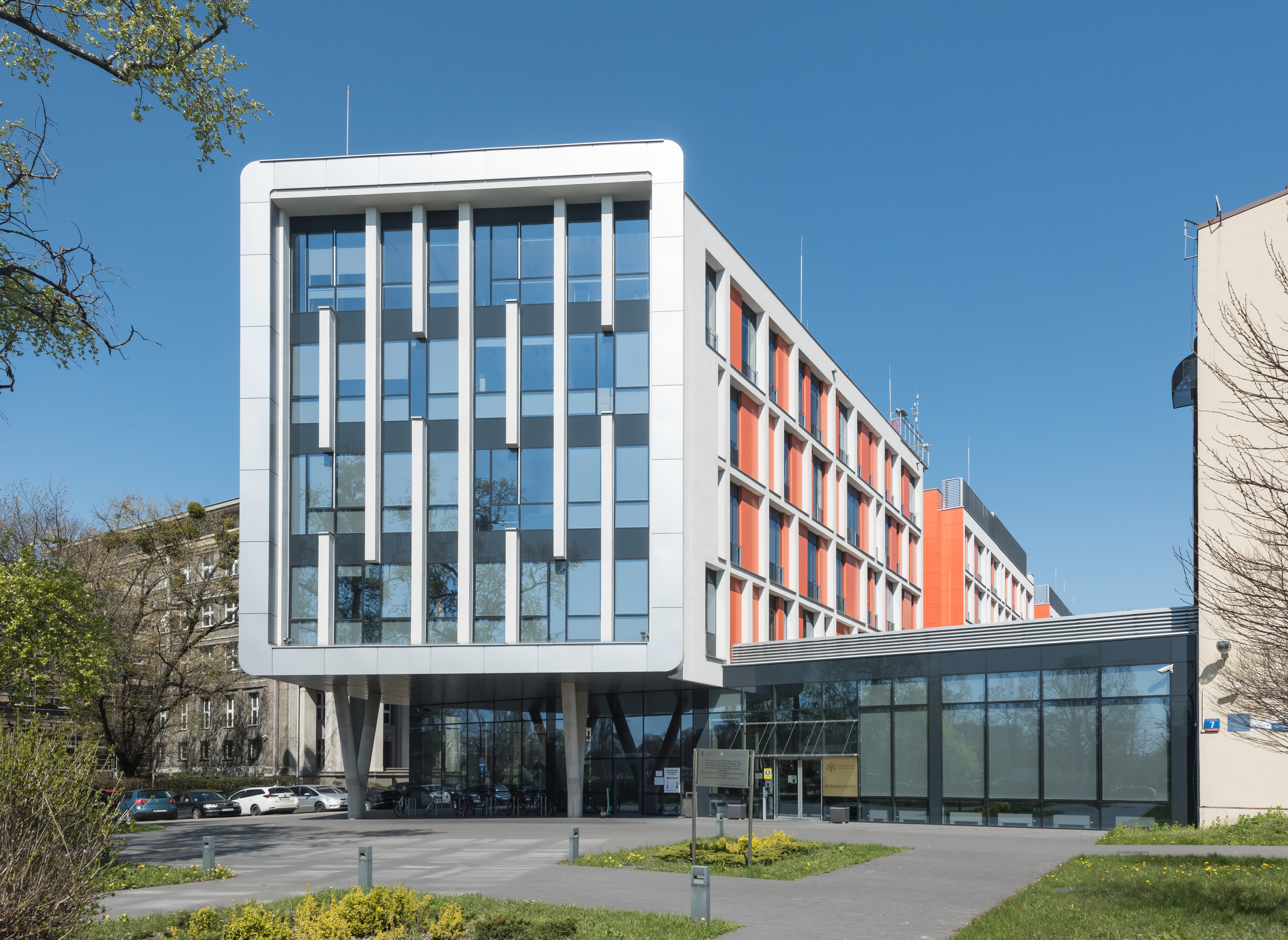
Будівля факультету, південно-східне крило, вид з вулиці Банаха
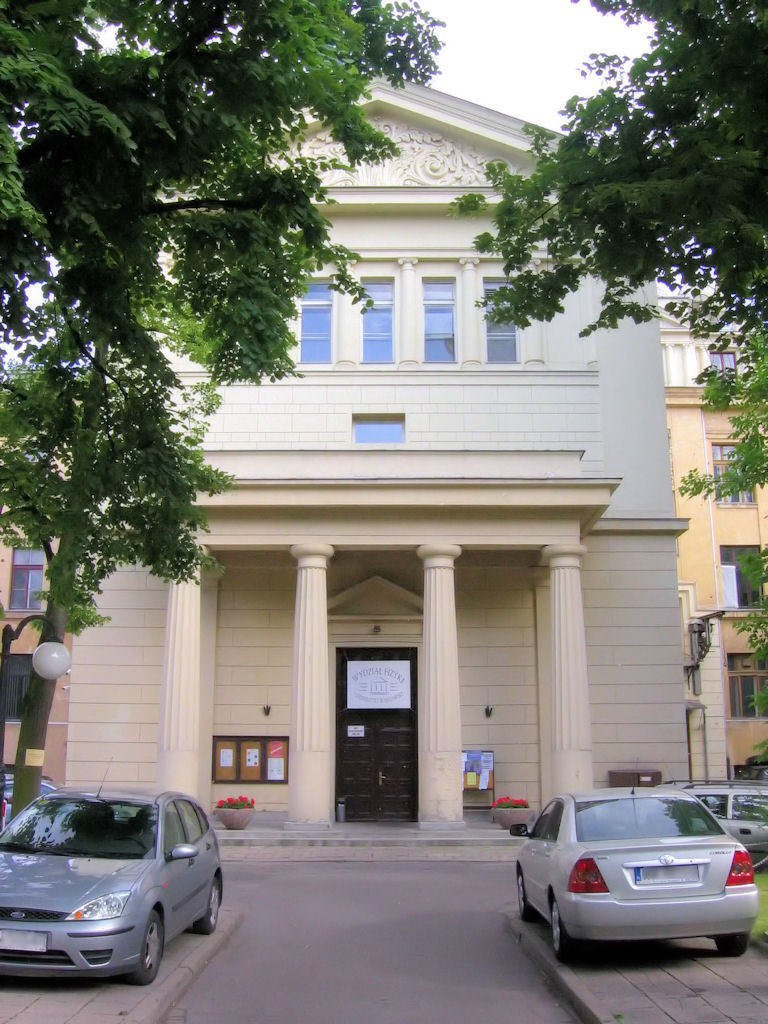
Історична резиденція факультету вул. Хожа 69
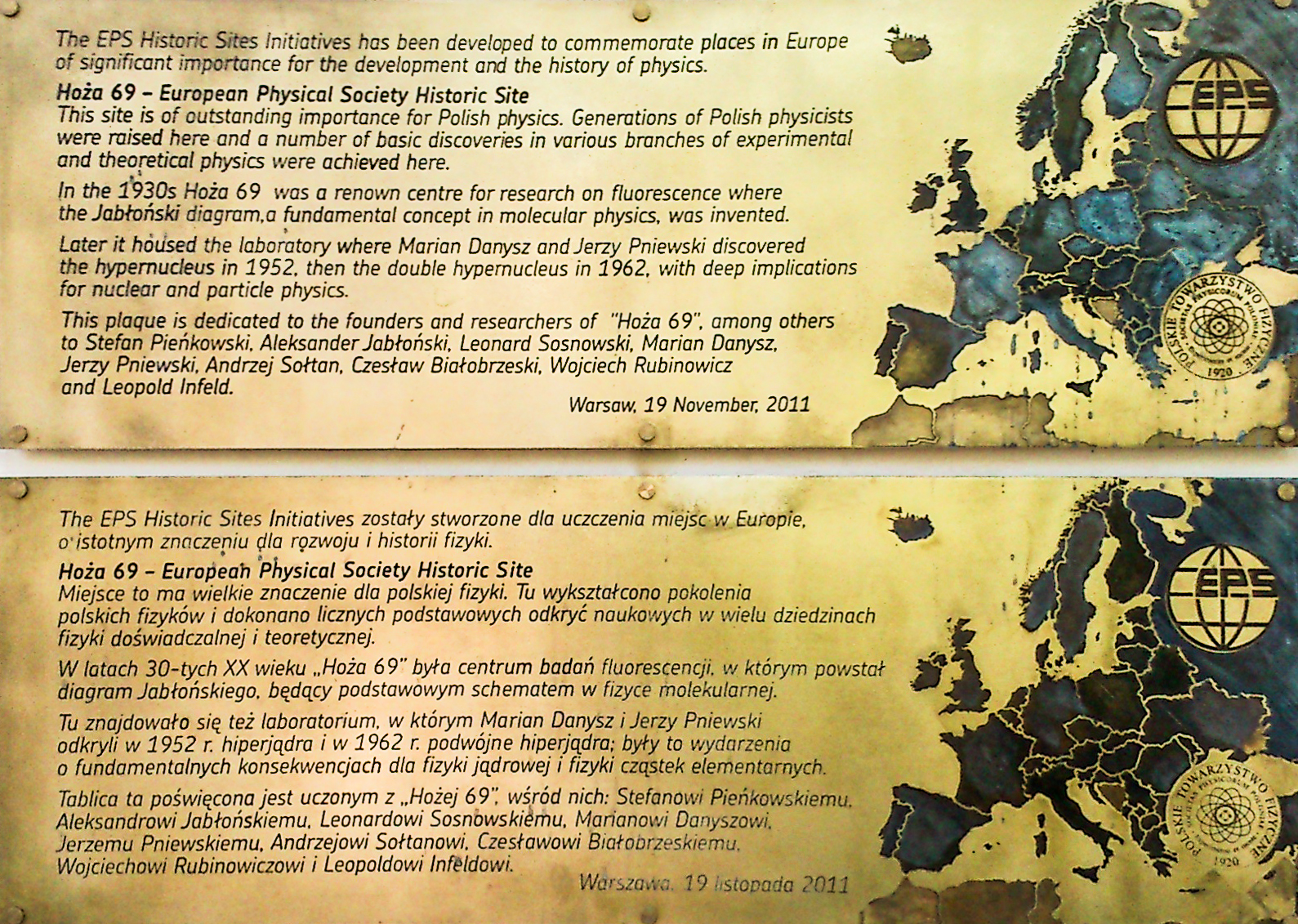
Меморіальна дошка на будинку по вул. Хожа 69
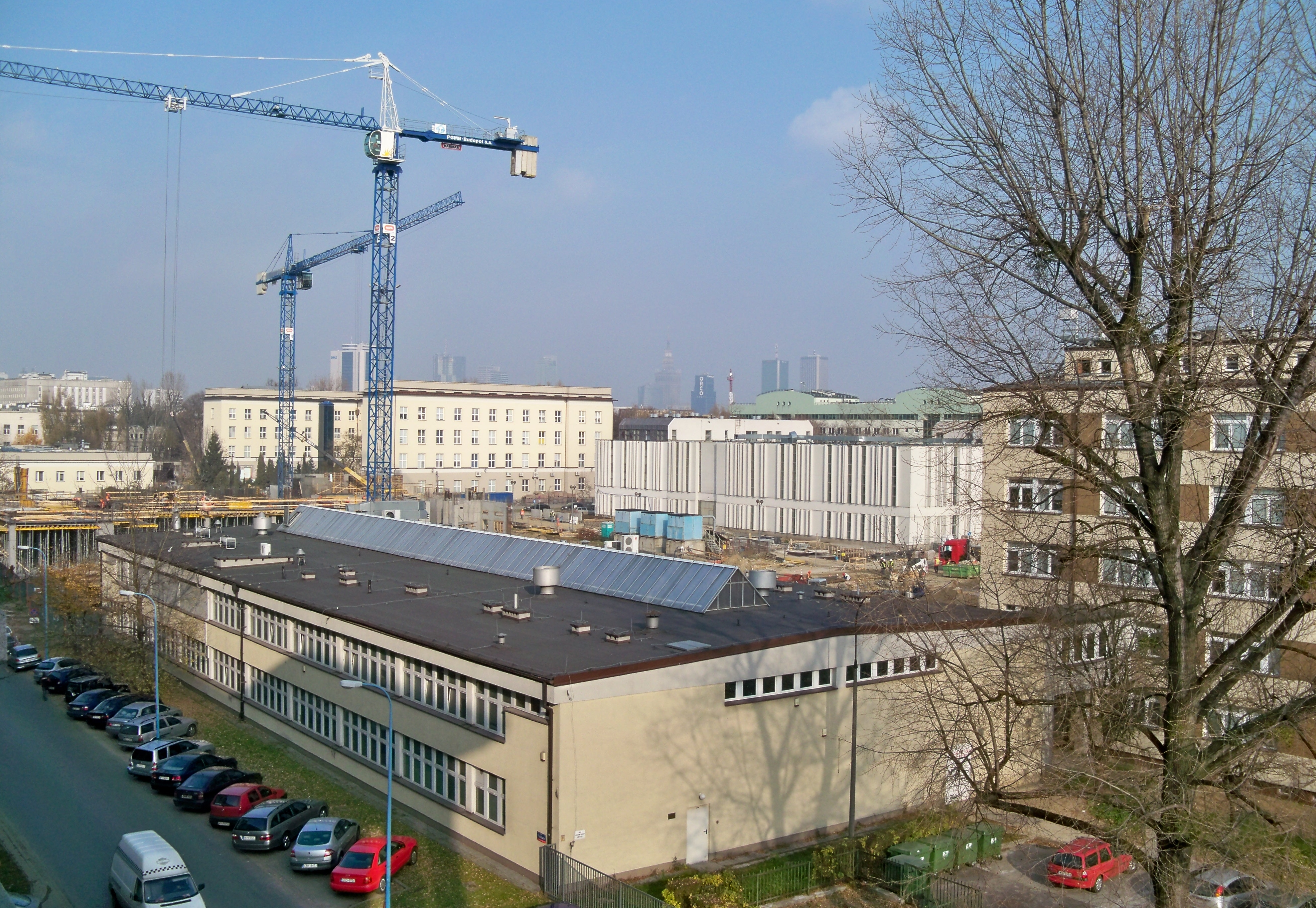
Комплекс будівель по вул. Пастера
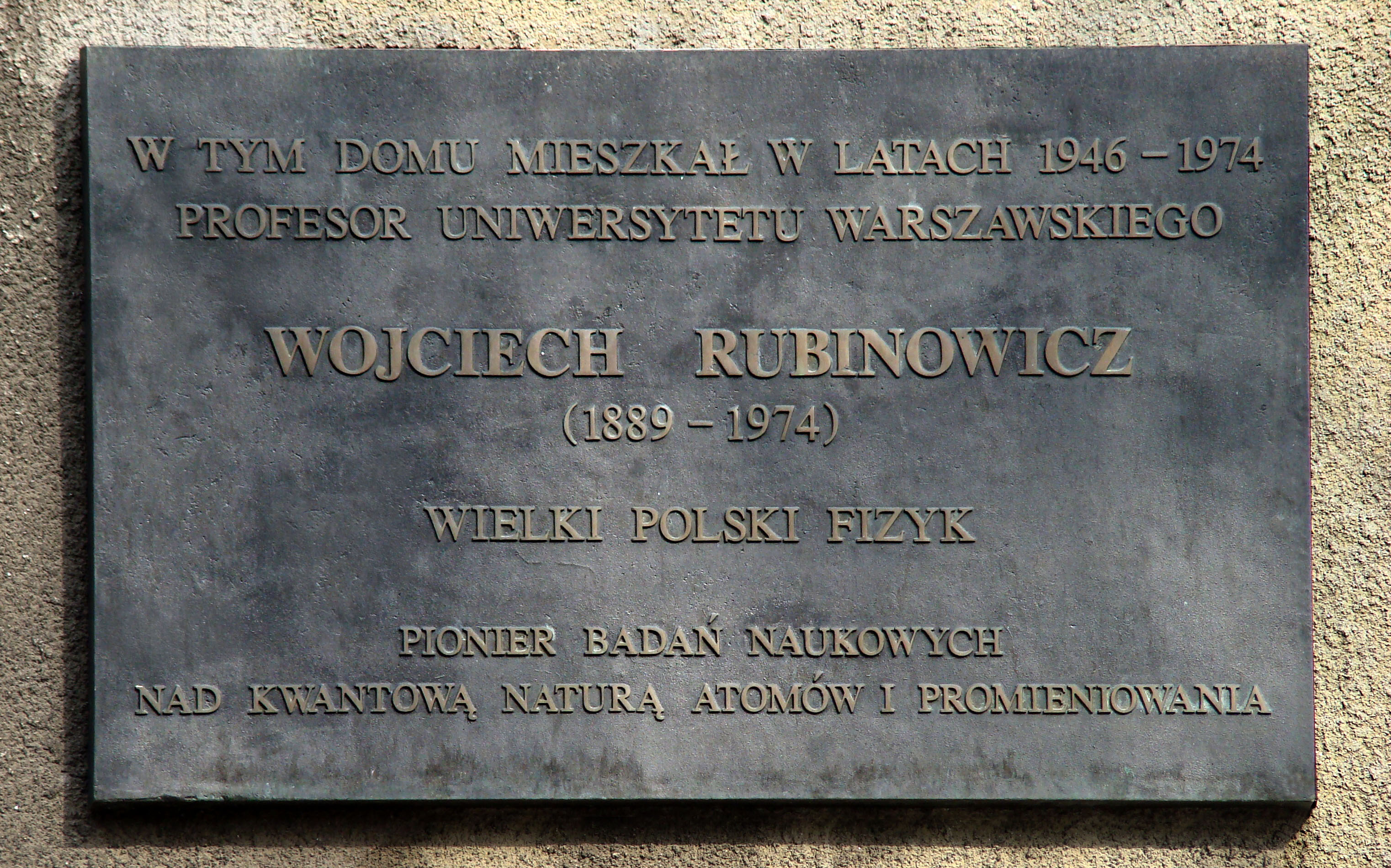
Меморіальна дошка на будинку по вул. Хожа 74
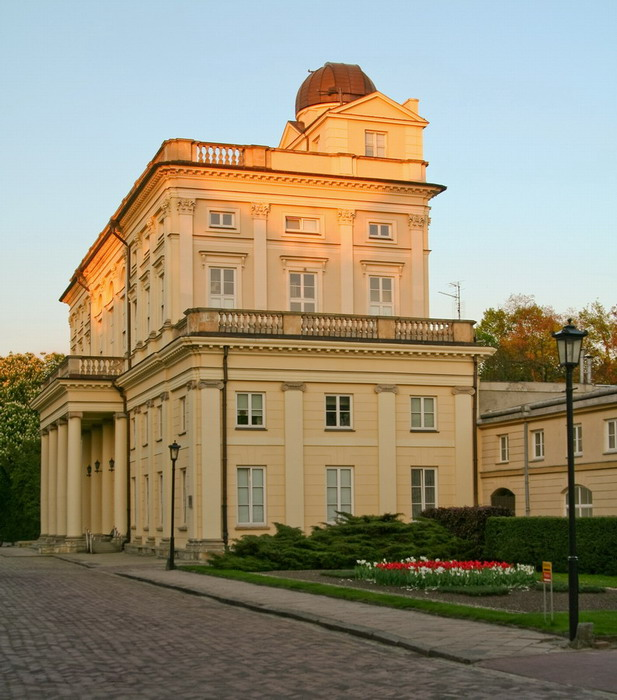
Місцезнаходження Астрономічної обсерваторії на Алеє Уяздовських у Варшаві
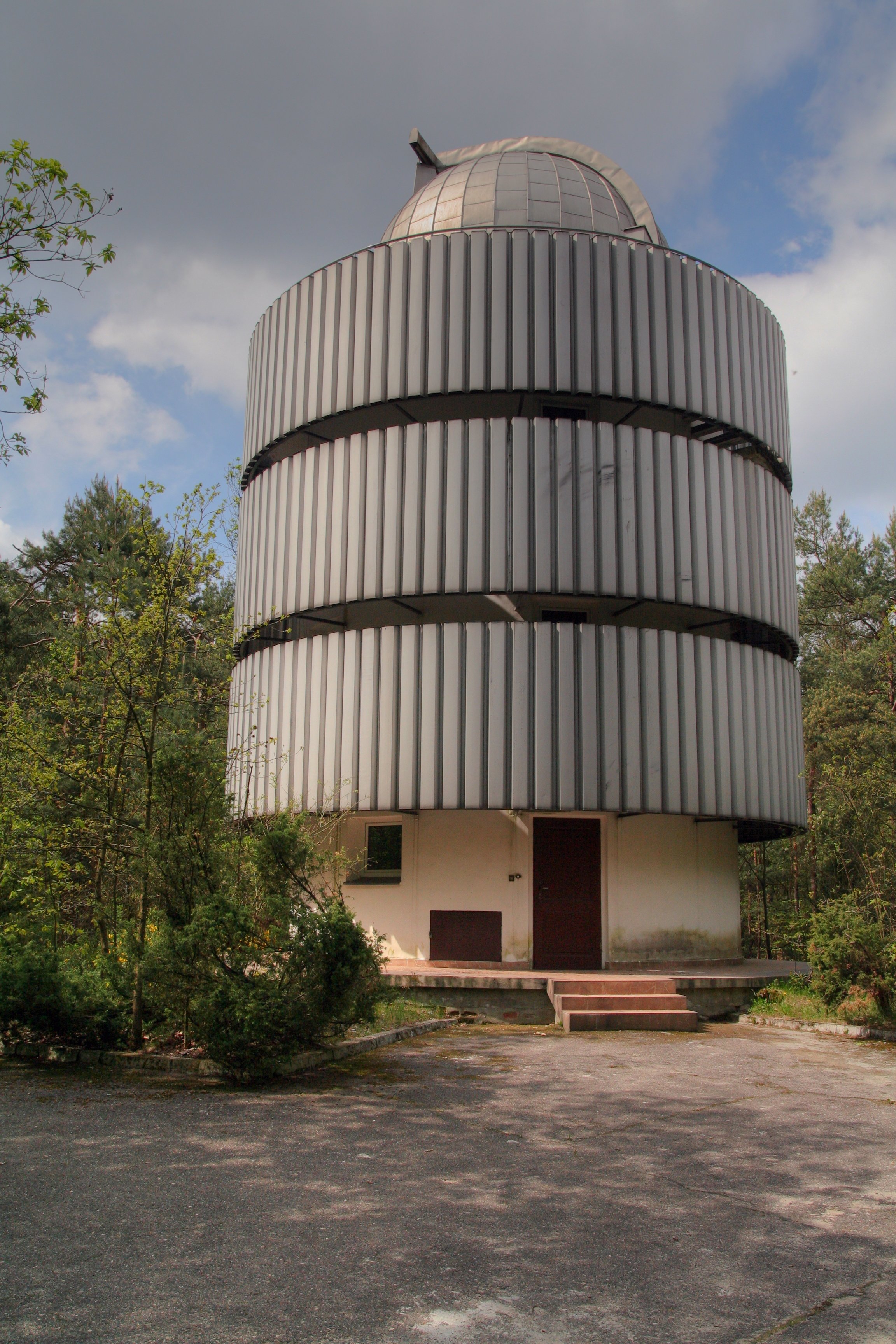
Астрономічна обсерваторія Островик
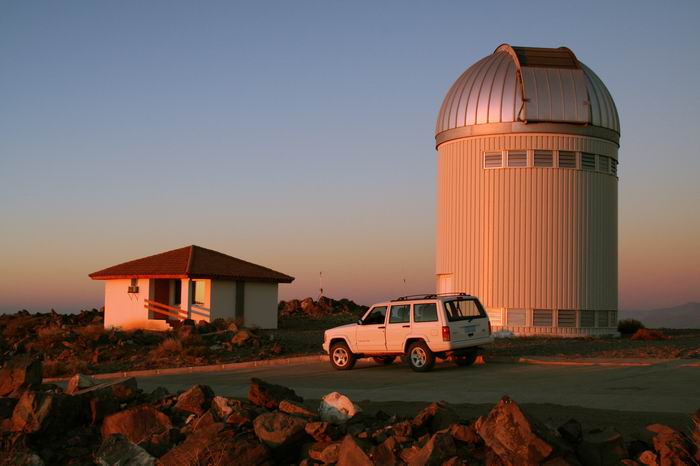
Варшавський телескоп в Обсерваторії Лас-Кампанас в Чилі